# Shanhuatempel
De Shanhuatempel is een boeddhistische tempel in de Chinese provincie Shanxi.
De tempel ligt in de stad Datong. De tempel werd tijdens de 8e eeuw gesticht tijdens de Tang-dynastie. De oudste gedeeltes van de tempel stammen uit de 11e eeuw. De tempel is meerdere malen gerenoveerd en delen van de tempel zijn herbouwd. De grootste en oudste hal stamt uit de 11e eeuw tijdens de Liao-dynastie. De naam van deze hal luidt Mahavirahal. De toegangspoort van het tempelcomplex en de Sanshenghal stammen uit de 12e eeuw tijdens de Jin-dynastie.

## Mahavirahal

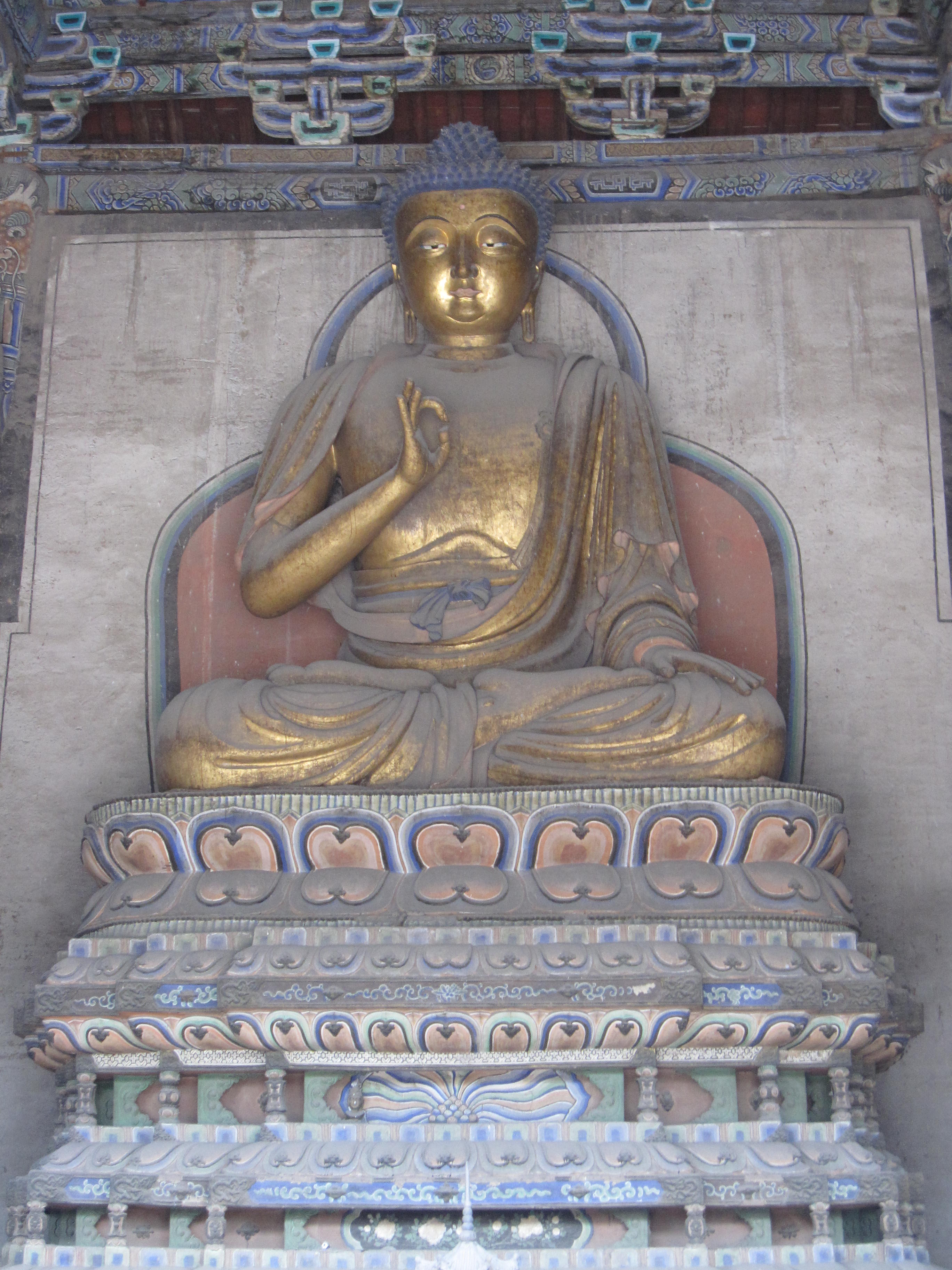
Het centrale beeld van Sakyamuni in de Mahavirahal

De Mahavirahal (Chinees: 大雄宝殿; pinyin: Dàxíongbǎo Diàn) is de grootste hal van het noorden. Het heeft een oppervlakte van 40,5 bij 25 m. Het heeft drie deuren aan de voorkant. In de hal staan vier grote boeddhabeelden. Het centrale beeld stelt Sakyamuni Boeddha voor. De beelden zien er alle ongeveer hetzelfde uit. De mudra's vertellen welke boeddha hij voorstelt.
In de hal staan ook vierentwintig beelden van deva's naast de muren van de oost- en westkant.

## Sanshenghal
De Sanshenghal (Sānshèng Diàn, Hall of Three Sages) is de middelste hal en werd tijdens Jin-dynastie gebouwd. De Sansheng uit de Avatamsaka Soetra zijn Vairocana, Manjusri en Samantabhadra. De beelden van deze boeddhistische heiligen staan in deze hal.

## Samantabhadrapaviljoen

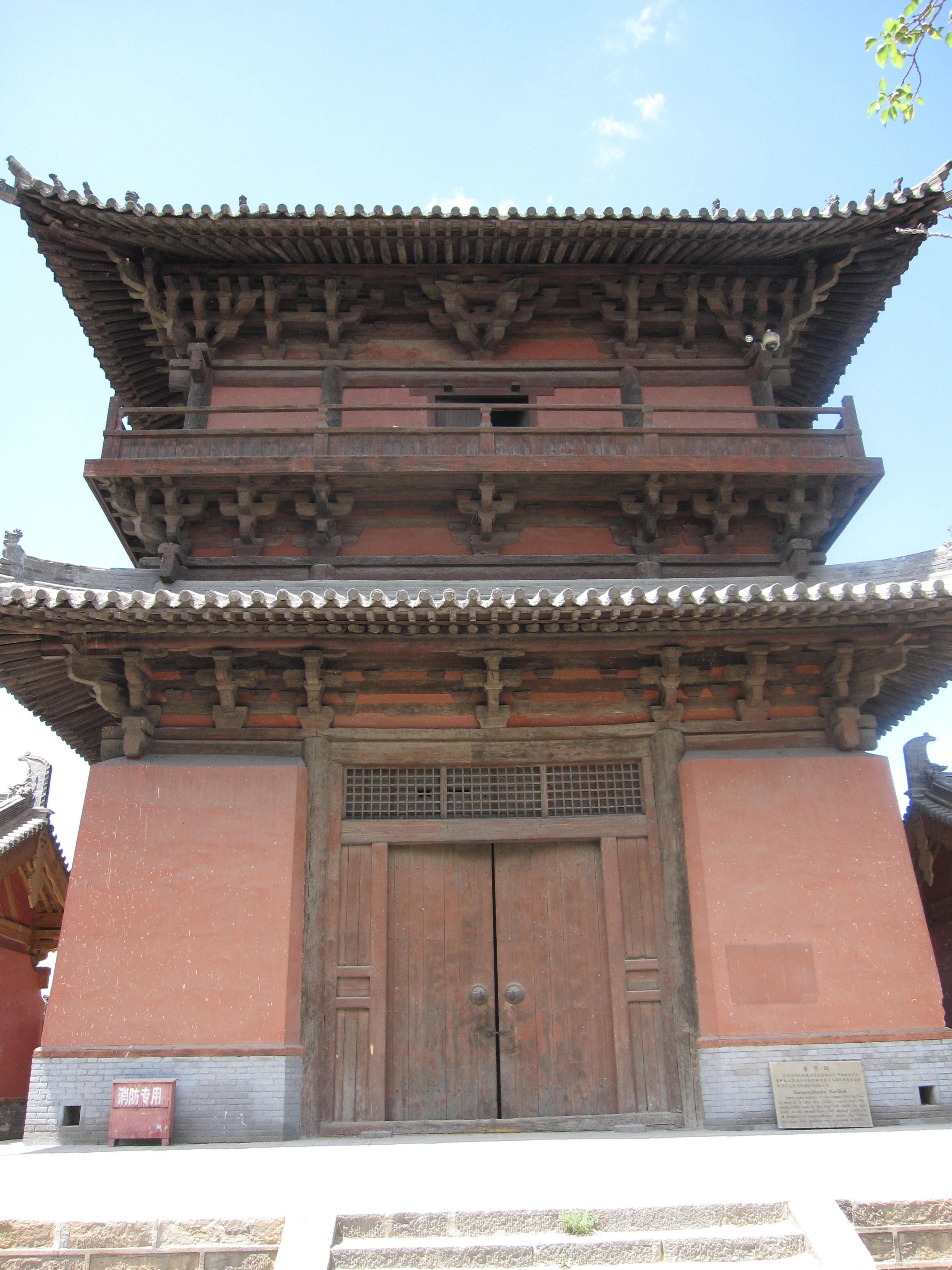
Samantabhadrapaviljoen

Het Samantabhadrapaviljoen (Chinees: 普贤阁; pinyin: Pǔxián Gé) werd tijdens de oorlog vernietigd. Het werd in 1953 herbouwd. Het gebouw bestaat uit twee verdiepingen.

## Manjusripaviljoen
Dit paviljoen (Chinees: 文殊阁; pinyin: Wénshū Gé) werd in de vroege 20e eeuw vernietigd door een vuur. In 2008 werd het door de lokale overheid herbouwd.

## Toegangspoort
De Toegangspoort (Chinees: 山门; pinyin: Shān Mén) is een groot poortgebouw. Daar binnen in bevinden zich de beelden van de Vier hemelse koningen. Twee staan aan de oostkant en twee staan aan de westkant.